# 長岡輝子
長岡 輝子（ながおか てるこ、1908年〈明治41年〉1月5日 - 2010年〈平成22年〉10月18日）は、日本の女優・演出家。2度目の結婚以後の本名は、篠原 輝子（しのはら てるこ）。岩手県盛岡市出身。

## 来歴
英文学者長岡擴（ながおか ひろむ）の三女として生まれる。東洋英和女学院卒業。
文化学院文学科中退後、聖心語学校（現・聖心インターナショナルスクール）に移る。1928年（昭和3年）に渡仏留学し、パリで2年間演劇修業、1930年（昭和5年）に帰国。アトリエ座研究所で学んだ後、後に最初の夫となった金杉惇郎と劇団テアトル・コメディを設立。劇団には当時旧制成城高校生の有島行光（森雅之）も参加した。翌年、金杉と結婚し一子（後にNHKのプロデューサーとなる沼野芳脩〈1934年 - 1997年〉）をもうけた。
1937年（昭和12年）に金杉が亡くなる。軍国主義の嵐が吹き荒れていたこともあり、劇団テアトル・コメディは28回の公演、52の戯曲を上演し解散した。
1939年（昭和14年）文学座入り。自作「マントンにて」の文学座公演を演出した。
1944年（昭和19年）、実業家の篠原玄と再婚。
1947年（昭和22年）、文学座に籍を置きつつ芥川比呂志、加藤道夫、荒木道子などとともに劇團「麦の會」発会。1949年（昭和24年）、「麦の會」は文学座に合流。
1951年（昭和26年）、春原政久の手による『風にそよぐ葦』で、本格的に女優としての活動を始める。それまでは演出家としての活動に重きを置いていたが、以後は、女優と演出家という二足の草鞋を履いて活動した。
1959年（昭和34年）、NHKの子ども向け長寿番組であるおかあさんといっしょの第1回放送にゲスト枠で出演。
1964年（昭和39年）には、ウェスカー作「大麦入りのチキンスープ」を演出、主演し、文部省芸術祭文部大臣賞（現在の大賞）を受賞。
1970年（昭和45年）に「メテオール」で紀伊国屋演劇賞を受賞。
1971年（昭和46年）に文学座を退団し座友になる。その後は、同郷宮沢賢治の作品の盛岡弁による朗読や、聖書の朗読などに新たに取り組んだ。
1983年（昭和58年）、『おしん』で加賀屋の大奥様・八代くに役で出演したことで一般に知られることになった。
晩年は高齢になったこともあり、活動の主体を演劇から朗読に移していた。宮沢賢治の童話と詩を岩手の方言で読む朗読会を続け、2003年（平成15年）、その功績で菊池寛賞を受賞した。その年、聖書朗読活動の功績が認められ日本キリスト教文化協会よりキリスト教功労者の表彰を受けた。
2007年（平成19年）12月の舞台「星を見た男たち」で朗読者として出演、2008年（平成20年）12月の舞台「キングオブキングス」へ録音による声の出演をしたのが最後の仕事となった。
2010年（平成22年）10月18日午前0時22分、老衰のため東京都内の自宅で死去。102歳という年齢は、死去直前の時点で存命している日本の女性芸能人のなかで最高齢であった。

## 親族
- 祖父・森節（ - 1888） ‐ 江戸詰めの柳川藩士・森節[4]。
- 祖母・貞 ‐ 夫没後、百人一首を書く内職で子供の学費を支えた[4]。
- 父・長岡拡（1878 - 1930） ‐ 節の二男。外交官を志して同志社に入学するも内紛で小崎弘道校長を支持し自主退学し、山県勇三郎が北海道に設立した根室実習学校の英語教師となった。沼津町立商業学校、岩手県立盛岡中学校、鹿児島県立川内中学校、大倉商業学校、東京商科大学予科、日本女子大学校で教鞭をとったのち、欧米留学したが、帰国の3年後病死[4][5]。
- 母・長岡栄子（1877 - 1973） ‐ 盛岡の豪商「向半」の一族・長岡嘉七の娘。根室花咲小学校卒業後15歳で母校の代用教員を務めたのち、上京して明治女学校入学。東京女子高等師範学校卒業後（同級生に宮川ヒサ、吉村はま（福永操の母）など）、結婚して盛岡女子高等学校に奉職[4][5][6]。
- 兄・長岡光一（1901 - ） ‐ 脚本家。慶應義塾理財科卒。
- 長姉・妙子（1902 - ） ‐ 三菱商事常務・井上鳳吉（井上剣花坊長男）の妻。東京府立第三高女卒[5]。
- 次姉・百合子（1905 - ） ‐ 府立第三高女出身。少女時代に舞踏病になり一時寝たきりとなった[7]。
- 妹・節子（みさおこ、1912 - ） ‐ 作曲家・指揮者の尾高尚忠の妻で、息子に作曲家の尾高惇忠と指揮者の尾高忠明がいる。
- 妹・春子
- 弟・雄二郎
- 末妹・陽子 ‐ チェロ奏者の倉田高の妻で、娘にチェロ奏者の倉田澄子がいる。
- 親戚・長岡半兵衛 ‐ 盛岡の豪商「向半」主人。向半（向井屋半兵衛）は1757年に盛岡鉈屋町から鍛冶町に移り肴商を始め、後に煙草商も営んだ。後代の半兵衛は盛岡銀行の頭取も務めた[8]。
- 前夫・金杉惇郎 - 1931年に結婚、1937年に死別。
- 後夫・篠原玄 - 実業家。1944年に再婚、1987年に死別。79歳没。

## 出演

### 映画
- 死の断崖（1951年）
- 風にそよぐ葦 後編（1951年）
- 泣虫記者（1952年）
- 本日休診（1952年）
- にごりえ（1953年）
- 東京物語（1953年）
- 陽は沈まず（1954年）
- 花と波濤（1954年）
- 山の音（1954年）
- 或る女（1954年）
- 心に花の咲く日まで（1955年）
- くちづけ（1955年）
- 早春（1956年）
- 茶の間の時計 愛情の波紋（1956年）
- 驟雨（1956年）
- 東京暮色（1957年）
- 誘惑（1957年）
- 純愛物語（1957年）
- 鰯雲（1958年）
- 花の慕情（1958年）
- 裸の大将（1958年）
- 彼岸花（1958年）
- キクとイサム（1959年）
- お早よう（1959年）
- 暗夜行路（1959年）
- すずかけの散歩道（1959年）
- ある日わたしは（1959年）
- 夜の流れ（1960年）
- 濹東綺譚（1960年）
- 妻という名の女たち（1963年）
- 女の中にいる他人（1966年）
- 女の一生（1967年）
- 二匹の用心棒（1968年）
- 華麗なる闘い（1969年）
- 遠野物語（1982年）
- おしん（1984年） ※声の出演
- アテルイ（アニメ作品）（2002年）アマババ役[9] ※声の出演

### テレビドラマ
- 鹿鳴館（1959年、フジテレビ「木曜観劇会」）
- 一年半待て（1965年、関西テレビ「松本清張シリーズ」）
- 鬼退治（1971年、NET）
- 花は花よめ 第2シリーズ 第28話（1973年、日本テレビ）
- 連続テレビ小説（NHK）
  - 雲のじゅうたん（1976年）
  - おしん（1983年）
- 新西洋事情2 地中海の旅・波高し（1977年、NHK「NHK特集」）
- 土曜ドラマ（NHK）
  - 優しい時代（1978年） - 竹下すえ 役
- 修羅の旅して（NHK、1979年10月28日） - ハル 役
- 銀河テレビ小説（NHK）
  - 新東京物語（1982年） - 平山トミ 役
- ドラマ人間模様（NHK）
  - 夕暮れて（1983年） - 山崎光子 役
  - 富士山麓（1984年）
- 武蔵坊弁慶（1986年、NHK）
- なつかしい春が来た（1988年、フジテレビ）
- 鬼ユリ校長、走る!（1994年・1996年、関西テレビ「花王ファミリースペシャル」）

## 著書・参考文献
- 『父からの贈りもの』（草思社、1984年）
1985年、斉藤由貴主演によりNHK「銀河テレビ小説」でドラマ化された。
- 『ふたりの夫からの贈りもの』（草思社、1988年）
- 『老いてなお、こころ愉しく美しく』（草思社、2000年）
- 『長岡輝子の四姉妹 - 美しい年の重ね方』（鈴木美代子著、草思社、2005年）
- 『長岡輝子の聖書ものがたり』（一麦出版社、2007年）